# 牟礼村 (長野県)
牟礼村（むれむら）は、長野県上水内郡にあった村。
2004年 （平成16年）8月11日に、上水内郡三水村と合併協議会を設立し、協議を進め、2005年（平成17年）10月1日に飯綱町となった。

## 地理

### 隣接していた自治体
- 長野市
- 上水内郡 信濃町、豊野町[1]、三水村[2]、戸隠村[1]

## 歴史
- 1955年（昭和30年）4月1日 - 高岡村・中郷村[3]が合併して発足。
- 2005年（平成17年）10月1日 - 三水村と合併して飯綱町が発足。同日牟礼村廃止。

## 姉妹都市
- 牟礼町（香川県）[4]

## 交通

### 鉄道
東日本旅客鉄道 信越本線
牟礼駅

### 道路
一般国道
- 国道18号

県道
- 長野県道37号長野信濃線
- 長野県道60号長野荒瀬原線
- 長野県道362号牟礼永江線
- 長野県道366号野村上牟礼停車場線

## 名所・旧跡
- 丹霞峡
- 飯綱高原（飯綱東高原）
- 霊仙寺湖
- いいづなリゾートスキー場